# Любеш (Валецький повіт)
Любеш (пол. Lubiesz, нім. Lubsdorf) — село в Польщі, у гміні Тучно Валецького повіту Західнопоморського воєводства.
Населення — 204 особи (2011).
У 1975-1998 роках село належало до Пільського воєводства.

## Демографія
Демографічна структура станом на 31 березня 2011 року:
|          | Загалом | Допрацездатний вік | Працездатний вік | Постпрацездатний вік |
| -------- | ------- | ------------------ | ---------------- | -------------------- |
| Чоловіки | 113     | 22                 | 84               | 7                    |
| Жінки    | 91      | 10                 | 58               | 23                   |
| Разом    | 204     | 32                 | 142              | 30                   |